# Stepnói (Beloréchensk, Krasnodar)
Stepnói (del ruso: Степной) es un posiólok del raión de Beloréchensk del krai de Krasnodar, en Rusia. Se sitúa 9 km al nordeste de Beloréchensk y 74 km al sureste de Krasnodar, la capital del krai. Tenía 605 habitantes (2008).
Pertenece al municipio Rodnikóvskoye.